# Unhalfbricking
Unhalfbricking är Fairport Conventions tredje album, utgivet 1969. I och med detta album tog gruppen ett stort steg mot folkrock i och med att man inkluderade den 11 minuter långa "A Sailor's Life". 
Som gästmusiker på fyra av låtarna dyker Dave Swarbrick upp. Några månader senare anslöt han sig till gruppen. Andra gäster inkluderar Trevor Lucas, som kom med i Fairport Convention 1972, Marc Ellington, en amerikansk sångare på vars skivor Fairportmedlemmar medverkade, och Iain Matthews, som just lämnat bandet.
På albumet finns dessutom hela tre låtar av Bob Dylan, varav en, en fransk version av "If You Gotta Go, Go Now", är Fairport Conventions enda singelhit. Den nådde 19:e-platsen på den engelska listan. Här finns också "Who Knows Where the Time Goes", en klassisk sång av Sandy Denny som redan hade spelats in av Judy Collins.
Efter att albumet spelats in, men innan det kommit ut, råkade bandet ut för en bilolycka där trummisen Martin Lamble och gitarristen Richard Thompsons flickvän avled.

## Låtlista
1. "Genesis Hall" (Richard Thompson) - 3:41
2. "Si Tu Dois Partir" (Bob Dylan) - 2:25
3. "Autopsy" (Sandy Denny) - 4:27
4. "A Sailor's Life" (trad.) - 11:20
5. "Cajun Woman" (Richard Thompson) - 2:45
6. "Who Knows Where the Time Goes?" (Sandy Denny) - 5:13
7. "Percy's Song" (Bob Dylan) - 6:55
8. "Million Dollar Bash" (Bob Dylan) - 2:56

## Medverkande på albumet
- Sandy Denny, sång
- Ashley Hutchings, bas
- Martin Lamble, trummor
- Simon Nicol, gitarr
- Richard Thompson, gitarr, sång
- Joe Boyd, producent